# یوداگالدبکا
یوداگالدبکا (به لاتین: Udagaladebokka) یک منطقهٔ مسکونی در سری‌لانکا است که در استان مرکزی (سری‌لانکا) واقع شده‌است.